# Замак Данробин
Замак Данробин (енгл. Dunrobin Castle) се налази северно од Голспија (североисточна Шкотска) и био је седиште војвода од Сатерленда, једне од најстаријих грофовских породица у Шкотској. Изградио га је ерл Џон Глас средином XVII века на месту тврђаве из XIII века. Између 1835. и 1850. године сер Чарлс Бари је направио велике промене на њему. Стари дворац је преградио на север и исток. Изгорео је 1915. године, али га је 1921. године поправио сер Роберт Лоример који је тада изградио библиотеку, атеље и трпезарију. У дворцу се данас налази музеј и врт са погледом на Северно море, а у њему живи грофица од Сатерленда.
Постоји легенда, да је у XIV веку кћерка грофа од Сатерленда била заљубљена у човека којег је њен отац сматрао недостојним. Ерл је закључао кћерку на таван, како би спречио да побегне и уда се. Она је покушала да побегне спуштајући се низ конопац, када је њен отац ушао и изненадио је, тако да је она пала и погинула. Прича се да дух кћерке још лута по горњим спратовима дворца.